# Giải bóng đá hạng nhất quốc gia 2012 (kết quả chi tiết)
Đây là lịch và kết quả chi tiết Giải bóng đá hạng nhất quốc gia Việt Nam 2012, có tên chính thức là Giải bóng đá Hạng Nhất - Tôn Hoa Sen 2012, với 14 câu lạc bộ tham dự:

## Vòng 1
| 30 tháng 12 năm 2011 1 | TDC Bình Dương | 0 - 3    | Than Quảng Ninh                                               | Thủ Dầu Một, Bình Dương                                              |  |
| 15:30                  |                | Chi tiết | Nguyễn Xuân Quyết (18) 10' · Onyeky Philip Okoro (30) 51' 70' | Sân vận động: Bình Dương Lượng khán giả: 200 Trọng tài: Ngô Đức Việt |  |

| 31 tháng 12 năm 2011 1 | Trẻ Bóng đá Hà Nội | 0 - 1    | Hà Nội                  | Hà Nội                                                                 |  |
| 17:00                  |                    | Chi tiết | Nguyễn Duy Linh (3) 15' | Sân vận động: Hàng Đẫy Lượng khán giả: 1000 Trọng tài: Trần Trung Hiếu |  |

| {{{ngày}}} | {{{đội 1}}} | v | {{{đội 2}}} | {{{sân vận động}}} |  |
|            |             |   |             |                    |  |

| {{{ngày}}} | {{{đội 1}}} | v | {{{đội 2}}} | {{{sân vận động}}} |  |
|            |             |   |             |                    |  |

| {{{ngày}}} | {{{đội 1}}} | v | {{{đội 2}}} | {{{sân vận động}}} |  |
|            |             |   |             |                    |  |

| {{{ngày}}} | {{{đội 1}}} | v | {{{đội 2}}} | {{{sân vận động}}} |  |
|            |             |   |             |                    |  |

| {{{ngày}}} | {{{đội 1}}} | v | {{{đội 2}}} | {{{sân vận động}}} |  |
|            |             |   |             |                    |  |

## Vòng 2
| {{{ngày}}} | {{{đội 1}}} | v | {{{đội 2}}} | {{{sân vận động}}} |  |
|            |             |   |             |                    |  |

| {{{ngày}}} | {{{đội 1}}} | v | {{{đội 2}}} | {{{sân vận động}}} |  |
|            |             |   |             |                    |  |

| {{{ngày}}} | {{{đội 1}}} | v | {{{đội 2}}} | {{{sân vận động}}} |  |
|            |             |   |             |                    |  |

| {{{ngày}}} | {{{đội 1}}} | v | {{{đội 2}}} | {{{sân vận động}}} |  |
|            |             |   |             |                    |  |

| {{{ngày}}} | {{{đội 1}}} | v | {{{đội 2}}} | {{{sân vận động}}} |  |
|            |             |   |             |                    |  |

| {{{ngày}}} | {{{đội 1}}} | v | {{{đội 2}}} | {{{sân vận động}}} |  |
|            |             |   |             |                    |  |

| {{{ngày}}} | {{{đội 1}}} | v | {{{đội 2}}} | {{{sân vận động}}} |  |
|            |             |   |             |                    |  |

## Vòng 3
| {{{ngày}}} | {{{đội 1}}} | v | {{{đội 2}}} | {{{sân vận động}}} |  |
|            |             |   |             |                    |  |

| {{{ngày}}} | {{{đội 1}}} | v | {{{đội 2}}} | {{{sân vận động}}} |  |
|            |             |   |             |                    |  |

| {{{ngày}}} | {{{đội 1}}} | v | {{{đội 2}}} | {{{sân vận động}}} |  |
|            |             |   |             |                    |  |

| {{{ngày}}} | {{{đội 1}}} | v | {{{đội 2}}} | {{{sân vận động}}} |  |
|            |             |   |             |                    |  |

| {{{ngày}}} | {{{đội 1}}} | v | {{{đội 2}}} | {{{sân vận động}}} |  |
|            |             |   |             |                    |  |

| {{{ngày}}} | {{{đội 1}}} | v | {{{đội 2}}} | {{{sân vận động}}} |  |
|            |             |   |             |                    |  |

| {{{ngày}}} | {{{đội 1}}} | v | {{{đội 2}}} | {{{sân vận động}}} |  |
|            |             |   |             |                    |  |

## Vòng 4
| {{{ngày}}} | {{{đội 1}}} | v | {{{đội 2}}} | {{{sân vận động}}} |  |
|            |             |   |             |                    |  |

| {{{ngày}}} | {{{đội 1}}} | v | {{{đội 2}}} | {{{sân vận động}}} |  |
|            |             |   |             |                    |  |

| {{{ngày}}} | {{{đội 1}}} | v | {{{đội 2}}} | {{{sân vận động}}} |  |
|            |             |   |             |                    |  |

| {{{ngày}}} | {{{đội 1}}} | v | {{{đội 2}}} | {{{sân vận động}}} |  |
|            |             |   |             |                    |  |

| {{{ngày}}} | {{{đội 1}}} | v | {{{đội 2}}} | {{{sân vận động}}} |  |
|            |             |   |             |                    |  |

| {{{ngày}}} | {{{đội 1}}} | v | {{{đội 2}}} | {{{sân vận động}}} |  |
|            |             |   |             |                    |  |

| {{{ngày}}} | {{{đội 1}}} | v | {{{đội 2}}} | {{{sân vận động}}} |  |
|            |             |   |             |                    |  |

## Vòng 5
| {{{ngày}}} | {{{đội 1}}} | v | {{{đội 2}}} | {{{sân vận động}}} |  |
|            |             |   |             |                    |  |

| {{{ngày}}} | {{{đội 1}}} | v | {{{đội 2}}} | {{{sân vận động}}} |  |
|            |             |   |             |                    |  |

| {{{ngày}}} | {{{đội 1}}} | v | {{{đội 2}}} | {{{sân vận động}}} |  |
|            |             |   |             |                    |  |

| {{{ngày}}} | {{{đội 1}}} | v | {{{đội 2}}} | {{{sân vận động}}} |  |
|            |             |   |             |                    |  |

| {{{ngày}}} | {{{đội 1}}} | v | {{{đội 2}}} | {{{sân vận động}}} |  |
|            |             |   |             |                    |  |

| {{{ngày}}} | {{{đội 1}}} | v | {{{đội 2}}} | {{{sân vận động}}} |  |
|            |             |   |             |                    |  |

| {{{ngày}}} | {{{đội 1}}} | v | {{{đội 2}}} | {{{sân vận động}}} |  |
|            |             |   |             |                    |  |

## Vòng 6
| {{{ngày}}} | {{{đội 1}}} | v | {{{đội 2}}} | {{{sân vận động}}} |  |
|            |             |   |             |                    |  |

| {{{ngày}}} | {{{đội 1}}} | v | {{{đội 2}}} | {{{sân vận động}}} |  |
|            |             |   |             |                    |  |

| {{{ngày}}} | {{{đội 1}}} | v | {{{đội 2}}} | {{{sân vận động}}} |  |
|            |             |   |             |                    |  |

| {{{ngày}}} | {{{đội 1}}} | v | {{{đội 2}}} | {{{sân vận động}}} |  |
|            |             |   |             |                    |  |

| {{{ngày}}} | {{{đội 1}}} | v | {{{đội 2}}} | {{{sân vận động}}} |  |
|            |             |   |             |                    |  |

| {{{ngày}}} | {{{đội 1}}} | v | {{{đội 2}}} | {{{sân vận động}}} |  |
|            |             |   |             |                    |  |

| {{{ngày}}} | {{{đội 1}}} | v | {{{đội 2}}} | {{{sân vận động}}} |  |
|            |             |   |             |                    |  |

## Vòng 7
| {{{ngày}}} | {{{đội 1}}} | v | {{{đội 2}}} | {{{sân vận động}}} |  |
|            |             |   |             |                    |  |

| {{{ngày}}} | {{{đội 1}}} | v | {{{đội 2}}} | {{{sân vận động}}} |  |
|            |             |   |             |                    |  |

| {{{ngày}}} | {{{đội 1}}} | v | {{{đội 2}}} | {{{sân vận động}}} |  |
|            |             |   |             |                    |  |

| {{{ngày}}} | {{{đội 1}}} | v | {{{đội 2}}} | {{{sân vận động}}} |  |
|            |             |   |             |                    |  |

| {{{ngày}}} | {{{đội 1}}} | v | {{{đội 2}}} | {{{sân vận động}}} |  |
|            |             |   |             |                    |  |

| {{{ngày}}} | {{{đội 1}}} | v | {{{đội 2}}} | {{{sân vận động}}} |  |
|            |             |   |             |                    |  |

| {{{ngày}}} | {{{đội 1}}} | v | {{{đội 2}}} | {{{sân vận động}}} |  |
|            |             |   |             |                    |  |

## Vòng 8
| {{{ngày}}} | {{{đội 1}}} | v | {{{đội 2}}} | {{{sân vận động}}} |  |
|            |             |   |             |                    |  |

| {{{ngày}}} | {{{đội 1}}} | v | {{{đội 2}}} | {{{sân vận động}}} |  |
|            |             |   |             |                    |  |

| {{{ngày}}} | {{{đội 1}}} | v | {{{đội 2}}} | {{{sân vận động}}} |  |
|            |             |   |             |                    |  |

| {{{ngày}}} | {{{đội 1}}} | v | {{{đội 2}}} | {{{sân vận động}}} |  |
|            |             |   |             |                    |  |

| {{{ngày}}} | {{{đội 1}}} | v | {{{đội 2}}} | {{{sân vận động}}} |  |
|            |             |   |             |                    |  |

| {{{ngày}}} | {{{đội 1}}} | v | {{{đội 2}}} | {{{sân vận động}}} |  |
|            |             |   |             |                    |  |

| {{{ngày}}} | {{{đội 1}}} | v | {{{đội 2}}} | {{{sân vận động}}} |  |
|            |             |   |             |                    |  |

## Vòng 9
| {{{ngày}}} | {{{đội 1}}} | v | {{{đội 2}}} | {{{sân vận động}}} |  |
|            |             |   |             |                    |  |

| {{{ngày}}} | {{{đội 1}}} | v | {{{đội 2}}} | {{{sân vận động}}} |  |
|            |             |   |             |                    |  |

| {{{ngày}}} | {{{đội 1}}} | v | {{{đội 2}}} | {{{sân vận động}}} |  |
|            |             |   |             |                    |  |

| {{{ngày}}} | {{{đội 1}}} | v | {{{đội 2}}} | {{{sân vận động}}} |  |
|            |             |   |             |                    |  |

| {{{ngày}}} | {{{đội 1}}} | v | {{{đội 2}}} | {{{sân vận động}}} |  |
|            |             |   |             |                    |  |

| {{{ngày}}} | {{{đội 1}}} | v | {{{đội 2}}} | {{{sân vận động}}} |  |
|            |             |   |             |                    |  |

| {{{ngày}}} | {{{đội 1}}} | v | {{{đội 2}}} | {{{sân vận động}}} |  |
|            |             |   |             |                    |  |

## Vòng 10
| {{{ngày}}} | {{{đội 1}}} | v | {{{đội 2}}} | {{{sân vận động}}} |  |
|            |             |   |             |                    |  |

| {{{ngày}}} | {{{đội 1}}} | v | {{{đội 2}}} | {{{sân vận động}}} |  |
|            |             |   |             |                    |  |

| {{{ngày}}} | {{{đội 1}}} | v | {{{đội 2}}} | {{{sân vận động}}} |  |
|            |             |   |             |                    |  |

| {{{ngày}}} | {{{đội 1}}} | v | {{{đội 2}}} | {{{sân vận động}}} |  |
|            |             |   |             |                    |  |

| {{{ngày}}} | {{{đội 1}}} | v | {{{đội 2}}} | {{{sân vận động}}} |  |
|            |             |   |             |                    |  |

| {{{ngày}}} | {{{đội 1}}} | v | {{{đội 2}}} | {{{sân vận động}}} |  |
|            |             |   |             |                    |  |

| {{{ngày}}} | {{{đội 1}}} | v | {{{đội 2}}} | {{{sân vận động}}} |  |
|            |             |   |             |                    |  |

## Vòng 11
| {{{ngày}}} | {{{đội 1}}} | v | {{{đội 2}}} | {{{sân vận động}}} |  |
|            |             |   |             |                    |  |

| {{{ngày}}} | {{{đội 1}}} | v | {{{đội 2}}} | {{{sân vận động}}} |  |
|            |             |   |             |                    |  |

| {{{ngày}}} | {{{đội 1}}} | v | {{{đội 2}}} | {{{sân vận động}}} |  |
|            |             |   |             |                    |  |

| {{{ngày}}} | {{{đội 1}}} | v | {{{đội 2}}} | {{{sân vận động}}} |  |
|            |             |   |             |                    |  |

| {{{ngày}}} | {{{đội 1}}} | v | {{{đội 2}}} | {{{sân vận động}}} |  |
|            |             |   |             |                    |  |

| {{{ngày}}} | {{{đội 1}}} | v | {{{đội 2}}} | {{{sân vận động}}} |  |
|            |             |   |             |                    |  |

| {{{ngày}}} | {{{đội 1}}} | v | {{{đội 2}}} | {{{sân vận động}}} |  |
|            |             |   |             |                    |  |

## Vòng 12
| {{{ngày}}} | {{{đội 1}}} | v | {{{đội 2}}} | {{{sân vận động}}} |  |
|            |             |   |             |                    |  |

| {{{ngày}}} | {{{đội 1}}} | v | {{{đội 2}}} | {{{sân vận động}}} |  |
|            |             |   |             |                    |  |

| {{{ngày}}} | {{{đội 1}}} | v | {{{đội 2}}} | {{{sân vận động}}} |  |
|            |             |   |             |                    |  |

| {{{ngày}}} | {{{đội 1}}} | v | {{{đội 2}}} | {{{sân vận động}}} |  |
|            |             |   |             |                    |  |

| {{{ngày}}} | {{{đội 1}}} | v | {{{đội 2}}} | {{{sân vận động}}} |  |
|            |             |   |             |                    |  |

| {{{ngày}}} | {{{đội 1}}} | v | {{{đội 2}}} | {{{sân vận động}}} |  |
|            |             |   |             |                    |  |

| {{{ngày}}} | {{{đội 1}}} | v | {{{đội 2}}} | {{{sân vận động}}} |  |
|            |             |   |             |                    |  |

## Vòng 13
| {{{ngày}}} | {{{đội 1}}} | v | {{{đội 2}}} | {{{sân vận động}}} |  |
|            |             |   |             |                    |  |

| {{{ngày}}} | {{{đội 1}}} | v | {{{đội 2}}} | {{{sân vận động}}} |  |
|            |             |   |             |                    |  |

| {{{ngày}}} | {{{đội 1}}} | v | {{{đội 2}}} | {{{sân vận động}}} |  |
|            |             |   |             |                    |  |

| {{{ngày}}} | {{{đội 1}}} | v | {{{đội 2}}} | {{{sân vận động}}} |  |
|            |             |   |             |                    |  |

| {{{ngày}}} | {{{đội 1}}} | v | {{{đội 2}}} | {{{sân vận động}}} |  |
|            |             |   |             |                    |  |

| {{{ngày}}} | {{{đội 1}}} | v | {{{đội 2}}} | {{{sân vận động}}} |  |
|            |             |   |             |                    |  |

| {{{ngày}}} | {{{đội 1}}} | v | {{{đội 2}}} | {{{sân vận động}}} |  |
|            |             |   |             |                    |  |

## Vòng 14
| {{{ngày}}} | {{{đội 1}}} | v | {{{đội 2}}} | {{{sân vận động}}} |  |
|            |             |   |             |                    |  |

| {{{ngày}}} | {{{đội 1}}} | v | {{{đội 2}}} | {{{sân vận động}}} |  |
|            |             |   |             |                    |  |

| {{{ngày}}} | {{{đội 1}}} | v | {{{đội 2}}} | {{{sân vận động}}} |  |
|            |             |   |             |                    |  |

| {{{ngày}}} | {{{đội 1}}} | v | {{{đội 2}}} | {{{sân vận động}}} |  |
|            |             |   |             |                    |  |

| {{{ngày}}} | {{{đội 1}}} | v | {{{đội 2}}} | {{{sân vận động}}} |  |
|            |             |   |             |                    |  |

| {{{ngày}}} | {{{đội 1}}} | v | {{{đội 2}}} | {{{sân vận động}}} |  |
|            |             |   |             |                    |  |

| {{{ngày}}} | {{{đội 1}}} | v | {{{đội 2}}} | {{{sân vận động}}} |  |
|            |             |   |             |                    |  |

## Vòng 15
| {{{ngày}}} | {{{đội 1}}} | v | {{{đội 2}}} | {{{sân vận động}}} |  |
|            |             |   |             |                    |  |

| {{{ngày}}} | {{{đội 1}}} | v | {{{đội 2}}} | {{{sân vận động}}} |  |
|            |             |   |             |                    |  |

| {{{ngày}}} | {{{đội 1}}} | v | {{{đội 2}}} | {{{sân vận động}}} |  |
|            |             |   |             |                    |  |

| {{{ngày}}} | {{{đội 1}}} | v | {{{đội 2}}} | {{{sân vận động}}} |  |
|            |             |   |             |                    |  |

| {{{ngày}}} | {{{đội 1}}} | v | {{{đội 2}}} | {{{sân vận động}}} |  |
|            |             |   |             |                    |  |

| {{{ngày}}} | {{{đội 1}}} | v | {{{đội 2}}} | {{{sân vận động}}} |  |
|            |             |   |             |                    |  |

| {{{ngày}}} | {{{đội 1}}} | v | {{{đội 2}}} | {{{sân vận động}}} |  |
|            |             |   |             |                    |  |

## Vòng 16
| {{{ngày}}} | {{{đội 1}}} | v | {{{đội 2}}} | {{{sân vận động}}} |  |
|            |             |   |             |                    |  |

| {{{ngày}}} | {{{đội 1}}} | v | {{{đội 2}}} | {{{sân vận động}}} |  |
|            |             |   |             |                    |  |

| {{{ngày}}} | {{{đội 1}}} | v | {{{đội 2}}} | {{{sân vận động}}} |  |
|            |             |   |             |                    |  |

| {{{ngày}}} | {{{đội 1}}} | v | {{{đội 2}}} | {{{sân vận động}}} |  |
|            |             |   |             |                    |  |

| {{{ngày}}} | {{{đội 1}}} | v | {{{đội 2}}} | {{{sân vận động}}} |  |
|            |             |   |             |                    |  |

| {{{ngày}}} | {{{đội 1}}} | v | {{{đội 2}}} | {{{sân vận động}}} |  |
|            |             |   |             |                    |  |

| {{{ngày}}} | {{{đội 1}}} | v | {{{đội 2}}} | {{{sân vận động}}} |  |
|            |             |   |             |                    |  |

## Vòng 17
| {{{ngày}}} | {{{đội 1}}} | v | {{{đội 2}}} | {{{sân vận động}}} |  |
|            |             |   |             |                    |  |

| {{{ngày}}} | {{{đội 1}}} | v | {{{đội 2}}} | {{{sân vận động}}} |  |
|            |             |   |             |                    |  |

| {{{ngày}}} | {{{đội 1}}} | v | {{{đội 2}}} | {{{sân vận động}}} |  |
|            |             |   |             |                    |  |

| {{{ngày}}} | {{{đội 1}}} | v | {{{đội 2}}} | {{{sân vận động}}} |  |
|            |             |   |             |                    |  |

| {{{ngày}}} | {{{đội 1}}} | v | {{{đội 2}}} | {{{sân vận động}}} |  |
|            |             |   |             |                    |  |

| {{{ngày}}} | {{{đội 1}}} | v | {{{đội 2}}} | {{{sân vận động}}} |  |
|            |             |   |             |                    |  |

| {{{ngày}}} | {{{đội 1}}} | v | {{{đội 2}}} | {{{sân vận động}}} |  |
|            |             |   |             |                    |  |

## Vòng 18
| {{{ngày}}} | {{{đội 1}}} | v | {{{đội 2}}} | {{{sân vận động}}} |  |
|            |             |   |             |                    |  |

| {{{ngày}}} | {{{đội 1}}} | v | {{{đội 2}}} | {{{sân vận động}}} |  |
|            |             |   |             |                    |  |

| {{{ngày}}} | {{{đội 1}}} | v | {{{đội 2}}} | {{{sân vận động}}} |  |
|            |             |   |             |                    |  |

| {{{ngày}}} | {{{đội 1}}} | v | {{{đội 2}}} | {{{sân vận động}}} |  |
|            |             |   |             |                    |  |

| {{{ngày}}} | {{{đội 1}}} | v | {{{đội 2}}} | {{{sân vận động}}} |  |
|            |             |   |             |                    |  |

| {{{ngày}}} | {{{đội 1}}} | v | {{{đội 2}}} | {{{sân vận động}}} |  |
|            |             |   |             |                    |  |

| {{{ngày}}} | {{{đội 1}}} | v | {{{đội 2}}} | {{{sân vận động}}} |  |
|            |             |   |             |                    |  |

## Vòng 19
| {{{ngày}}} | {{{đội 1}}} | v | {{{đội 2}}} | {{{sân vận động}}} |  |
|            |             |   |             |                    |  |

| {{{ngày}}} | {{{đội 1}}} | v | {{{đội 2}}} | {{{sân vận động}}} |  |
|            |             |   |             |                    |  |

| {{{ngày}}} | {{{đội 1}}} | v | {{{đội 2}}} | {{{sân vận động}}} |  |
|            |             |   |             |                    |  |

| {{{ngày}}} | {{{đội 1}}} | v | {{{đội 2}}} | {{{sân vận động}}} |  |
|            |             |   |             |                    |  |

| {{{ngày}}} | {{{đội 1}}} | v | {{{đội 2}}} | {{{sân vận động}}} |  |
|            |             |   |             |                    |  |

| {{{ngày}}} | {{{đội 1}}} | v | {{{đội 2}}} | {{{sân vận động}}} |  |
|            |             |   |             |                    |  |

| {{{ngày}}} | {{{đội 1}}} | v | {{{đội 2}}} | {{{sân vận động}}} |  |
|            |             |   |             |                    |  |

## Vòng 20
| {{{ngày}}} | {{{đội 1}}} | v | {{{đội 2}}} | {{{sân vận động}}} |  |
|            |             |   |             |                    |  |

| {{{ngày}}} | {{{đội 1}}} | v | {{{đội 2}}} | {{{sân vận động}}} |  |
|            |             |   |             |                    |  |

| {{{ngày}}} | {{{đội 1}}} | v | {{{đội 2}}} | {{{sân vận động}}} |  |
|            |             |   |             |                    |  |

| {{{ngày}}} | {{{đội 1}}} | v | {{{đội 2}}} | {{{sân vận động}}} |  |
|            |             |   |             |                    |  |

| {{{ngày}}} | {{{đội 1}}} | v | {{{đội 2}}} | {{{sân vận động}}} |  |
|            |             |   |             |                    |  |

| {{{ngày}}} | {{{đội 1}}} | v | {{{đội 2}}} | {{{sân vận động}}} |  |
|            |             |   |             |                    |  |

| {{{ngày}}} | {{{đội 1}}} | v | {{{đội 2}}} | {{{sân vận động}}} |  |
|            |             |   |             |                    |  |

## Vòng 21
| {{{ngày}}} | {{{đội 1}}} | v | {{{đội 2}}} | {{{sân vận động}}} |  |
|            |             |   |             |                    |  |

| {{{ngày}}} | {{{đội 1}}} | v | {{{đội 2}}} | {{{sân vận động}}} |  |
|            |             |   |             |                    |  |

| {{{ngày}}} | {{{đội 1}}} | v | {{{đội 2}}} | {{{sân vận động}}} |  |
|            |             |   |             |                    |  |

| {{{ngày}}} | {{{đội 1}}} | v | {{{đội 2}}} | {{{sân vận động}}} |  |
|            |             |   |             |                    |  |

| {{{ngày}}} | {{{đội 1}}} | v | {{{đội 2}}} | {{{sân vận động}}} |  |
|            |             |   |             |                    |  |

| {{{ngày}}} | {{{đội 1}}} | v | {{{đội 2}}} | {{{sân vận động}}} |  |
|            |             |   |             |                    |  |

| {{{ngày}}} | {{{đội 1}}} | v | {{{đội 2}}} | {{{sân vận động}}} |  |
|            |             |   |             |                    |  |

## Vòng 22
| {{{ngày}}} | {{{đội 1}}} | v | {{{đội 2}}} | {{{sân vận động}}} |  |
|            |             |   |             |                    |  |

| {{{ngày}}} | {{{đội 1}}} | v | {{{đội 2}}} | {{{sân vận động}}} |  |
|            |             |   |             |                    |  |

| {{{ngày}}} | {{{đội 1}}} | v | {{{đội 2}}} | {{{sân vận động}}} |  |
|            |             |   |             |                    |  |

| {{{ngày}}} | {{{đội 1}}} | v | {{{đội 2}}} | {{{sân vận động}}} |  |
|            |             |   |             |                    |  |

| {{{ngày}}} | {{{đội 1}}} | v | {{{đội 2}}} | {{{sân vận động}}} |  |
|            |             |   |             |                    |  |

| {{{ngày}}} | {{{đội 1}}} | v | {{{đội 2}}} | {{{sân vận động}}} |  |
|            |             |   |             |                    |  |

| {{{ngày}}} | {{{đội 1}}} | v | {{{đội 2}}} | {{{sân vận động}}} |  |
|            |             |   |             |                    |  |

## Vòng 23
| {{{ngày}}} | {{{đội 1}}} | v | {{{đội 2}}} | {{{sân vận động}}} |  |
|            |             |   |             |                    |  |

| {{{ngày}}} | {{{đội 1}}} | v | {{{đội 2}}} | {{{sân vận động}}} |  |
|            |             |   |             |                    |  |

| {{{ngày}}} | {{{đội 1}}} | v | {{{đội 2}}} | {{{sân vận động}}} |  |
|            |             |   |             |                    |  |

| {{{ngày}}} | {{{đội 1}}} | v | {{{đội 2}}} | {{{sân vận động}}} |  |
|            |             |   |             |                    |  |

| {{{ngày}}} | {{{đội 1}}} | v | {{{đội 2}}} | {{{sân vận động}}} |  |
|            |             |   |             |                    |  |

| {{{ngày}}} | {{{đội 1}}} | v | {{{đội 2}}} | {{{sân vận động}}} |  |
|            |             |   |             |                    |  |

| {{{ngày}}} | {{{đội 1}}} | v | {{{đội 2}}} | {{{sân vận động}}} |  |
|            |             |   |             |                    |  |

## Vòng 24
| {{{ngày}}} | {{{đội 1}}} | v | {{{đội 2}}} | {{{sân vận động}}} |  |
|            |             |   |             |                    |  |

| {{{ngày}}} | {{{đội 1}}} | v | {{{đội 2}}} | {{{sân vận động}}} |  |
|            |             |   |             |                    |  |

| {{{ngày}}} | {{{đội 1}}} | v | {{{đội 2}}} | {{{sân vận động}}} |  |
|            |             |   |             |                    |  |

| {{{ngày}}} | {{{đội 1}}} | v | {{{đội 2}}} | {{{sân vận động}}} |  |
|            |             |   |             |                    |  |

| {{{ngày}}} | {{{đội 1}}} | v | {{{đội 2}}} | {{{sân vận động}}} |  |
|            |             |   |             |                    |  |

| {{{ngày}}} | {{{đội 1}}} | v | {{{đội 2}}} | {{{sân vận động}}} |  |
|            |             |   |             |                    |  |

| {{{ngày}}} | {{{đội 1}}} | v | {{{đội 2}}} | {{{sân vận động}}} |  |
|            |             |   |             |                    |  |

## Vòng 25
| {{{ngày}}} | {{{đội 1}}} | v | {{{đội 2}}} | {{{sân vận động}}} |  |
|            |             |   |             |                    |  |

| {{{ngày}}} | {{{đội 1}}} | v | {{{đội 2}}} | {{{sân vận động}}} |  |
|            |             |   |             |                    |  |

| {{{ngày}}} | {{{đội 1}}} | v | {{{đội 2}}} | {{{sân vận động}}} |  |
|            |             |   |             |                    |  |

| {{{ngày}}} | {{{đội 1}}} | v | {{{đội 2}}} | {{{sân vận động}}} |  |
|            |             |   |             |                    |  |

| {{{ngày}}} | {{{đội 1}}} | v | {{{đội 2}}} | {{{sân vận động}}} |  |
|            |             |   |             |                    |  |

| {{{ngày}}} | {{{đội 1}}} | v | {{{đội 2}}} | {{{sân vận động}}} |  |
|            |             |   |             |                    |  |

| {{{ngày}}} | {{{đội 1}}} | v | {{{đội 2}}} | {{{sân vận động}}} |  |
|            |             |   |             |                    |  |

## Vòng 26
| {{{ngày}}} | {{{đội 1}}} | v | {{{đội 2}}} | {{{sân vận động}}} |  |
|            |             |   |             |                    |  |

| {{{ngày}}} | {{{đội 1}}} | v | {{{đội 2}}} | {{{sân vận động}}} |  |
|            |             |   |             |                    |  |

| {{{ngày}}} | {{{đội 1}}} | v | {{{đội 2}}} | {{{sân vận động}}} |  |
|            |             |   |             |                    |  |

| {{{ngày}}} | {{{đội 1}}} | v | {{{đội 2}}} | {{{sân vận động}}} |  |
|            |             |   |             |                    |  |

| {{{ngày}}} | {{{đội 1}}} | v | {{{đội 2}}} | {{{sân vận động}}} |  |
|            |             |   |             |                    |  |

| {{{ngày}}} | {{{đội 1}}} | v | {{{đội 2}}} | {{{sân vận động}}} |  |
|            |             |   |             |                    |  |

| {{{ngày}}} | {{{đội 1}}} | v | {{{đội 2}}} | {{{sân vận động}}} |  |
|            |             |   |             |                    |  |